# 森恵 (女優)
森 恵（もり めぐみ、1969年3月10日 - ）は、日本の元女優・歌手・アイドル・タレント・セラピスト。旧姓の本名は、芸名と同じ。セラピストとしては、光（ひかる）名義で活動している。特技は、日本舞踊。
熊本県熊本市出身。鎮西高等学校中退。ワン・ステップ・ミュージック、オフィスギャラリーアンドエルフに所属していた。

## 来歴・人物
中学3年のとき、文化放送『決定!全日本歌謡選抜』第9回「全国ヤング選抜スターは君だ」の全国大会ファイナリストに選出される（この時のファイナリストには真璃子、段田男などがいた）。同オーディション出場時に芸能事務所・バーニングプロダクションからスカウトを受け、TBS系『スクール☆ウォーズ』へのゲスト出演でドラマデビューを果たす。1985年のドラマ『乳姉妹』に松本耐子役でレギュラー出演。また、歌手デビュー前からアイドル歌手雑誌『DUNK』にて「めぐみプロデュース研究会・会報」というレギュラー特集ページが組まれるなど話題であった。1985年に歌手デビューの予定が翌1986年に延期された。
デビュー直後、バーニングプロダクション系列事務所ワン・ステップ・ミュージックへ移籍。1986年「夢見るダンスアウェイ」でSMSレコードからアイドル歌手デビュー。同曲のレコーディングでは、コーヒー牛乳を飲みながら挑み、非常にリラックスした状態でボーカルが録れたと本人が雑誌で語っている。
3rdシングル「東京街 (TOKIO TOWN)」（1987年）は、元々オリジナル・アルバム用に制作された楽曲。同系列事務所の先輩・長山洋子・荻野目洋子の洋楽カバーブレイクを狙いオリコンチャート自己最高位36位まで上昇した。なお、オリジナルはSarahが1986年に発表した「Tokyo Town」。
1988年『超獣戦隊ライブマン』において、岬めぐみ / ブルードルフィンを演じ子供たちの人気を得る。同番組で挿入歌「スパーク!海へ」も歌唱。翌1989年には『勝手にしやがれヘイ!ブラザー』にレギュラー出演。以降は時代劇への出演が増え、中でも『暴れん坊将軍』『三匹が斬る!』では特に出演機会が多く、1シーズンに複数回出演することも珍しくなかった。
7thシングル「夢みる時間」（1989年）は、フジテレビ系アニメ『キテレツ大百科』の主題歌となり、B面曲「フェルトのペンケース」もエンディングテーマで使用された。
ラストシングル「彼女」は、当時事務所の先輩だった浅野温子が出演するライオン プレーンシャンプー&リッチリンスのCMソングで話題となったエイミ・カリーナ（EMI CALLINA）のカバー曲。森が歌うバージョンはCMではオンエアされていないが、日本語バージョンとして発売された。
自営業の男性と結婚し、家庭に入るも生活が安定せず「自分でも仕事を持たなくては」と思い、2人の子育てをしつつ36歳でセラピストとなった。42歳で離婚。離婚の翌年、会員制ヒーリングサロン『Light Ark』（ライトアーク）をオープンし、現在に至る。芸能活動は引退したものの、NHKみんなのうたで作詞家デビューを果たし、これが好評で作詞活動を行っているが、ペンネームは明らかにされていない。その一方でセラピストとしては「光」名義で活動している。
2019年7月20日新宿ロフトプラスワンにて『森恵復活祭』を開催。以降不定期でのテレビ番組やイベントなどへの出演などを行った。
2022年からは『鳥人戦隊ジェットマン』のホワイトスワン/鹿鳴館香役の岸田里佳と共に「特撮美熟女部」に新たに参加している。

## エピソード

### 『超獣戦隊ライブマン』関連
メイン監督であった長石多可男が、森の歌をコンパクトカセットで聞き、キャストに強く推薦したという。森は出演を決めた理由について「子供のころにヒーロー番組を観ており、またとない機会であったから」としている。1年間無休状態であったが、十代最後の1年として楽しい仕事であったと述べている。アクションは苦手であったが、自ら志願して危険なアクションをこなすことも多かった。共演した嶋大輔も、森はアクションに不向きながら、果敢に挑戦していたことを証言している。第1話で初めてナパームを経験した際は、爆発より監督の「死ぬなよ」という言葉の方が怖かったという。
番組終了後も、森の出演を要望する手紙が東映に寄せられ、1993年には『特捜ロボ ジャンパーソン』にゲスト出演した。
引退後の2018年8月25日に開催された「赤祭16」に出演し、『超獣戦隊ライブマン』で共演した嶋大輔、スーツアクターの新堀和男と番組終了から29年ぶりに再会を果たした。翌年3月開催の「超獣魂」にも出演し、嶋と新堀の他、西村和彦、中田譲治、朱花伽寧（旧芸名：来栖明子）等当時のメインキャストと共演している。

## 出演

### テレビドラマ
- スクール☆ウォーズ（1984年10月 - 1985年4月、TBS） - 明石恵
- 乳姉妹（1985年4月 - 10月、TBS） - 松本耐子
- ポニーテールはふり向かない（1985年10月 - 1986年3月、TBS） - きりこ
- 月曜ドラマランド / 宇宙少女モルモ10分の1（1987年、CX） - 主演・白瀬モルモ
- 恋に恋して恋きぶん（1987年7月 - 9月、TBS） - 安田みづき
- あぶない刑事 第27話「魔性」（1987年、NTV） - 霧島佐知子
- 風呂上がりの夜空に（1987年、ANB）
- 超獣戦隊ライブマン（1988年2月 - 1989年2月、ANB） - 岬めぐみ / ブルードルフィン
- 君の瞳に恋してる!（1989年、CX） - 大場貴美子
- ドラマ23（TBS）
  - 紳助・典子の新婚物語（1989年）
  - クズ!!!（1989年3月） - 吉沢朝子
- 女と男の忠臣蔵（1989年、ANB）
- 勝手にしやがれヘイ!ブラザー（1989年 - 1990年、NTV） - 吉野くるみ
- 外科医 有森冴子 第1シリーズ（1990年、NTV）
- 男と女のミステリー / 明日咲く女（1990年、CX）
- 三匹が斬る!（ANB）
  - 続続・三匹が斬る! 第17話「花嫁の首恋しや妖怪鬼八」（1990年5月31日） - おとせ
  - また又・三匹が斬る! 第12話「幻の狐の嫁入り見て死んだ」（1991年7月25日）- お糸
  - 新・三匹が斬る! 第7話「座敷童子、見たか聞いたか百万両」（1992年） - お花
  - ニュー・三匹が斬る! 第3話「拝領の、お鷹で儲ける悪い奴」（1994年1月13日） - お初
- 火曜サスペンス劇場 / 天使が消えた夏（1990年8月21日、NTV）
- 名奉行 遠山の金さん 第3シリーズ 第16話「逆玉の輿を狙った男」（1990年、ANB） - お弓
- 女無宿人 半身のお紺 第4話「この涙、お笑い下さい」（1991年、TX） - おつる
- 暴れん坊将軍（ANB）
  - 暴れん坊将軍IV
    - 第9話「天下御免のくいしん坊侍」（1991年） - おかん
    - 第51話「隠された壱千万両 家康の埋蔵金を追え!」（スペシャル、1992年） - おみよ

  - 暴れん坊将軍V
    - 第1話「隠居金千両の行方」（1993年） - お静
    - 第33話「廓祝言、一夜の花嫁」（1994年） - おこの

  - 暴れん坊将軍VI 第9話「おいらん高尾太夫の正夢」（1994年） - 高尾太夫
- 鞍馬天狗 第42話「謎が謎よぶ女の仇討ち」（1991年、TX） - おしの
- 外科病棟女医の事件ファイル 最終話「花嫁殺し! 死体なき完全犯罪」（1991年、ANB） - 中田陽子
- 四匹の用心棒4 かかし半兵衛ひとり旅 （1992年、ANB） - お玉
- 将軍家光忍び旅II 第6話「妻籠哀しや!おさと観音」（1992年、ANB） - おさと
- 特捜ロボ ジャンパーソン 第10話「福の神に御用心」（1993年4月4日、ANB） - 岡野栄子
- 土曜ワイド劇場 / 山村美紗サスペンス・京都－徳島、平家伝説殺人ツアー・妖しい読経の声に密室トリック!（1993年、ANB）
- 江戸の用心棒 第1シリーズ 第9話「残酷!拝領妻」（1994年、NTV） - みさと
- 女ねずみ小僧 狙われたからくり城・史上最悪のダイハード（1995年、CX）
- 水戸黄門（TBS）
  - 第23部 第32話「酒にのまれて人殺し -兵庫-」（1995年3月20日） - おきみ
  - 第25部 第16話「子供たちの恩返し -中津-」（1996年） - お久美
- 付き馬屋おえん事件帳 第3シリーズ 第9話「吉原色里忍び恋」（1995年、TX） - お初
- 水戸黄門外伝 かげろう忍法帖 第3話「闇に蝶が舞う」（1995年、TBS） - 志乃
- 俺たちに気をつけろ。（1996年、YTV）

### オリジナル・ビデオ
- 硝子のファンタジア（2006年、アミューズソフトエンタテインメント） - 山下可南子[注釈 2]

### その他のテレビ番組
- おもしろニッポンなっとく歴史館（CX） - レギュラー回答者
- クイズ!脳ベルSHOW（BSフジ）（2019年11月13日 - 15日）パネラー

### 舞台
- 原色★歌謡曲図鑑（2023年5月11日 - 14日、CBGKシブゲキ!!） - 森柳さん 役 ※主題歌も担当[12]

### その他
- バンダイ　超獣戦隊ライブマン・ライブコンビネーション5[注釈 3]
  - 合体説明ビデオ[13]

## 音楽

### シングル
| #              | 発売日         | A/B面       | タイトル                 | 作詞        | 作曲                     | 編曲        | 規格品番                     |
| SMS Records    | SMS Records    | SMS Records | SMS Records              | SMS Records | SMS Records              | SMS Records | SMS Records                  |
| -------------- | -------------- | ----------- | ------------------------ | ----------- | ------------------------ | ----------- | ---------------------------- |
| 1              | 1986年 7月7日  | A面         | 夢見るダンス・アウェイ   | 三浦徳子    | Richie Zito Joey Carbone | 船山基紀    | SM07-262                     |
| 1              | 1986年 7月7日  | B面         | 夏のためいき             | 森浩美      | 瀬井広明                 | 新川博      | SM07-262                     |
| 2              | 1986年 11月5日 | A面         | 微熱に抱かれて           | 森浩美      | タケカワユキヒデ         | 清水信之    | SM07-266                     |
| 2              | 1986年 11月5日 | B面         | グラビアの少女           | 三浦徳子    | タケカワユキヒデ         | 大村雅朗    | SM07-266                     |
| 3              | 1987年 4月21日 | A面         | 東京街(TOKIO TOWN)       | 篠原仁志    | B.Wilson M.Zai           | 西平彰      | SM07-271                     |
| 3              | 1987年 4月21日 | B面         | パールムーンにくちづけ   | 森浩美      | NOBODY                   | 鷺巣詩郎    | SM07-271                     |
| 4              | 1987年 9月21日 | A面         | CRYING LOVE              | 許瑛子      | J.V.Katwijk              | 西平彰      | SM07-277                     |
| 4              | 1987年 9月21日 | B面         | 星屑のランナウェイ       | 森浩美      | NOBODY                   | 新川博      | SM07-277                     |
| 日本コロムビア |                |             |                          |             |                          |             |                              |
| 5              | 1988年 9月21日 | A面         | もう一度ラブ・ストーリー | 来生えつこ  | 都志見隆                 | 西平彰      | AH-978（EP） 10CA-8078（CD） |
| 5              | 1988年 9月21日 | B面         | アンフィニ〜無限〜       | 来生えつこ  | 桐ヶ谷仁                 | 西平彰      | AH-978（EP） 10CA-8078（CD） |
| 6              | 1989年 4月8日  | A面         | バリエーション           | 三浦徳子    | 高埜秀一                 | 京田誠一    | AH-5029（EP） CA-8199（CD）  |
| 6              | 1989年 4月8日  | B面         | 惑わず                   | 来生えつこ  | 三谷泰弘                 | 京田誠一    | AH-5029（EP） CA-8199（CD）  |
| 7              | 1989年 9月21日 | A面         | 夢みる時間               | 吉元由美    | 林哲司                   | 山本健司    | AH-5058（EP） CA-8301（CD）  |
| 7              | 1989年 9月21日 | B面         | フェルトのペンケース     | 岩室後子    | 来生たかお               | 山本健司    | AH-5058（EP） CA-8301（CD）  |
| 8              | 1990年 8月1日  | 01          | 彼女                     | 魚住勉      | Mark Davis               | Mark Davis  | CODA-8566                    |
| 8              | 1990年 8月1日  | 02          | 星の涙                   | 魚住勉      | Mark Davis               | Mark Davis  | CODA-8566                    |

### アルバム
| 枚             | 発売日         | タイトル | 収録曲 | 規格 | 規格品番   |
| SMS            | SMS            | SMS      | SMS | SMS  | SMS        |
| -------------- | -------------- | -------- | --- | ---- | ---------- |
| 1st            | 1987年10月21日 | 少女     | 1. 東京街[TOKIO TOWN] (extended remix version) 2. 微熱に抱かれて 3. 星屑のランナウェイ 4. RAINY DAYS BLUE 5. グラビアの少女 6. CRYING LOVE 7. 夏のためいき 8. パールムーンにくちづけ 9. 夢見るダンス・アウェイ                                               | LP   | SM28-5437  |
| 1st            | 1987年10月21日 | 少女     | 1. 東京街[TOKIO TOWN] (extended remix version) 2. 微熱に抱かれて 3. 星屑のランナウェイ 4. RAINY DAYS BLUE 5. グラビアの少女 6. CRYING LOVE 7. 夏のためいき 8. パールムーンにくちづけ 9. 夢見るダンス・アウェイ                                               | CD   | MD32-5437  |
| 日本コロムビア |                |          | |      |            |
| 2nd            | 1989年4月21日  | MEDIUM   | 1. スパニッシュ・イン・ブルー 2. バリエーション 3. 雨上がりのストーリー 4. 惑わず 5. もう一度ラブ・ストーリー 6. 霧の肖像 | CD   | CORR-10532 |
| SOLID RECORDS  |                |          | |      |            |
| 企画盤         | 2015年6月3日   | 少女+1   | 1. 東京街[TOKIO TOWN] (extended remix version) 2. 微熱に抱かれて 3. 星屑のランナウェイ 4. RAINY DAYS BLUE 5. グラビアの少女 6. CRYING LOVE 7. 夏のためいき 8. パールムーンにくちづけ 9. 夢見るダンス・アウェイ 10. 東京街[TOKIO TOWN] (シングル・バージョン) | CD   | CDSOL-1656 |

### タイアップ曲
| 楽曲                 | タイアップ                                             |
| -------------------- | ------------------------------------------------------ |
| 東京街 (TOKIO TOWN)  | 日本テレビ系『D&BLUE』テーマソング                     |
| 夢みる時間           | フジテレビ系アニメ『キテレツ大百科』オープニングテーマ |
| フェルトのペンケース | フジテレビ系アニメ『キテレツ大百科』エンディングテーマ |
| 彼女                 | ライオン プレーンシャンプー&リッチリンス CFソング      |

### 参加作品
| 発売日        | 作品                                                        | 参加曲                                     | 概要                                         |
| ------------- | ----------------------------------------------------------- | ------------------------------------------ | -------------------------------------------- |
| 1988年6月21日 | 超獣戦隊ライブマン ヒット曲集                               | 「スパーク!海へ」                          | テレビ朝日系『超獣戦隊ライブマン』挿入歌     |
| 1989年7月1日  | Cuties in Summer〜60'S HIT PARADE〜                         | 「It's My Party」                          | レスリー・ゴーアのカバー                     |
| 1993年3月21日 | 好き好き好き                                                | 「目覚めのクロッカス」                     | 影山ヒロノブのシングル「好き好き好き」に収録 |
| 1995年9月30日 | 鬼神童子ZENKI キャラクター・ソングコレクション2〜怒りの鬼神 | 「鎮魂歌は聴こえない〜速水一恵のバラード」 | テレビ東京系アニメ『鬼神童子ZENKI』関連曲    |
| 1996年7月20日 | 水色時代 キャラクター・ソング・コレクション Present         | 「Be Proud Of…」                           | テレビ東京系アニメ『水色時代』関連曲         |
| 2023年3月29日 | 原色☆歌謡曲図鑑 Vol.1                                       | 「迷宮のエトランジェ」                     | 舞台「原色☆歌謡曲図鑑」の主題歌              |

## 写真集
- 『SILHOUETTE―森恵写真集』撮影：鯨井康雄 近代映画社 ISBN 4764815176 （1988年5月）